# Saint-Lambert (Marseille)
Pour les articles homonymes, voir Saint-Lambert.
Saint-Lambert est un quartier du 7e arrondissement de Marseille.

## Limites du quartier
Le quartier administratif de Saint-Lambert, au sens du décret no 46-2285 du 18 octobre 1946 qui a délimité les 111 quartiers de Marseille, est limitrophe de plusieurs quartiers du 7e arrondissement : Bompard, Endoume, Le Pharo et Saint-Victor,.
Il est délimité au nord par la rue Capitaine Dessemond et l'avenue de la Corse, à l'est, le chemin du Roucas-Blanc, au sud, le boulevard Marius Thomas et la rue d'Endoume, puis à l'ouest, la rue Sollier.

## Desserte
Le quartier est  desservi par les lignes de bus            de la RTM.